# Taye Taiwo
Taye Taïwo (Lagos, Nigeria, 16 de abril de 1985 en Lagos, Nigeria) es un futbolista nigeriano. Juega como defensa y su club es el Salon Palloilijat de la Kakkonen.

## Selección nacional
Ha sido internacional con la selección de fútbol de Nigeria, con la que ha jugado 54 partidos internacionales y ha anotado 5 goles. Era parte de la selección nigeriana de la Copa Mundial de Fútbol Sub-20. Marcó dos goles que permitieron a su equipo llegar al final. Además, fue nombrado tercero mejor jugador del torneo, tras su compatriota John Obi Mikel y el argentino Lionel Messi.

## Trayectoria

### Olympique de Marsella
En 2007 logró el segundo puesto del campeonato francés y alcanzar la final de la Copa de Francia en el Olympique de Marsella. Posteriormente en 3 años más tarde en la temporada 2010-11, siendo titular indiscutible por la banda izquierda en el Marsella, clasifica a la UEFA Champions League, en la cual el Marsella paso la fase de grupos y quedó eliminado contra el Manchester United en los octavos de final, Taiwo jugó todos los partidos de este torneo.
Luego al finalizar la temporada tras ser un muy buen lateral izquierdo es traspasado al A.C. Milan para jugar la temporada 2011-12.

### AC Milan
Llega siendo un refuerzo muy fuerte y con expectativas, lamentablemente en este paso en el A.C. Milan no tuvo regularidad ya que tuvo mucha competencia en la banda izquierda con Luca Antonini, Urby Emanuelson y Gianluca Zambrotta. Alcanza a jugar solamente la primera rueda, jugando pocos partidos, por lo tanto se marcha cedido por lo que queda de temporada al Queens Park Rangers Football Club.

### Queens Park Rangers
Es titular por la banda izquierda, anotando 3 goles en la segunda rueda de temporada. Al finalizar la temporada de la Premier League vuelve al club dueño de su pase, A.C. Milan. Sin embargo el AC Milan no lo tenía en sus planes, por lo tanto es nuevamente cedido, pero esta vez al Dinamo de Kiev de Ucrania.

### FC Dinamo de Kiev
En agosto de 2012 fue fichado por el club ucraniano por una temporada con opción de compra.

### Bursaspor
En la temporada 2013 recaló en el Bursaspor de la liga turca.

## Clubes
| Club                               | País           | Año       |
| ---------------------------------- | -------------- | --------- |
| Olympique de Marsella              | Francia        | 2005-2011 |
| A. C. Milan                        | Italia         | 2011-2013 |
| Queens Park Rangers F. C. (cedido) | Inglaterra     | 2012      |
| F. C. Dinamo de Kiev (cedido)      | Ucrania        | 2012-2013 |
| Bursaspor                          | Turquía        | 2013-2015 |
| HJK Helsinki                       | Finlandia      | 2015-2016 |
| F. C. Lausanne-Sport               | Suiza          | 2017      |
| A. F. C. Eskilstuna                | Suecia         | 2017      |
| RoPS Rovaniemi                     | Finlandia      | 2018-2019 |
| Doxa Katokopias                    | Chipre         | 2020      |
| Palm Beach Stars                   | Estados Unidos | 2020-2021 |
| A. S. D. Sant'Angelo               | Italia         | 2021      |
| Salon Palloilijat                  | Finlandia      | 2022-     |

## Palmarés

### Títulos nacionales
| Título               | Club                  | País    | Año  |
| -------------------- | --------------------- | ------- | ---- |
| Copa de la Liga      | Olympique de Marsella | Francia | 2010 |
| Ligue 1              | Olympique de Marsella | Francia | 2010 |
| Supercopa de Francia | Olympique de Marsella | Francia | 2010 |
| Copa de la Liga      | Olympique de Marsella | Francia | 2011 |
| Supercopa de Italia  | A. C. Milan           | Italia  | 2011 |